# Lucien-Anatole Prévost-Paradol
Lucien Anatole Prévost-Paradol, född den 8 augusti 1829 i Paris, död den 20 juli 1870, var en fransk skriftställare, son till Léon Halévy och Anne-Catherine-Lucinde Paradol.
Prévost-Paradol blev 1855 professor i franska litteraturen vid Faculté des lettres i Aix och kort därefter en av huvudredaktörerna för "Journal des débats". Därjämte skrev han i "Courrier du dimanche", som 1866 indrogs på grund av hans artiklar. Han invaldes 1865 i Franska akademien. Orleanistiskt sinnad, gjorde han sig till förkämpe för det parlamentariska styrelsesättet efter engelskt mönster och var genom sina bitande utfall en av kejsardömets besvärligaste motståndare. 
Under ministären Ollivier, som skulle inviga det "liberala" kejsardömet, mottog Prévost-Paradol emellertid befattningen som franskt sändebud i Washington, D.C. och blev på grund av detta steg hejdlöst angripen i den republikanska pressen. Strax efter ankomsten till Washington nåddes han av underrättelsen om fredsbrottet mellan Frankrike och Tyskland, och av missmod över sin egen ställning gav han sig själv döden. 
Prévost-Paradols arbeten utmärks av en klar och smakfull stil. Här kan nämnas Revue de l'histoire universelle (1854; 3:e upplagan 1875), Du rôle de la famille dans l'éducation (1857), Essais de politique et de littérature (4 serier, 1859-66), Les anciens partis (1860; en skrift, som kostade Prévost-Paradol en månads fängelse samt böter), Études sur les moralistes français (1864, ny upplaga 1873; hans erkänt mest framstående arbete) samt La France nouvelle (1868, flera upplagor; "Det nya Frankrike", 1869).